# 鍾文正
鍾文正（1963年—），中華民國外交官、政府官員。畢業於國立政治大學外交學系學士／研究所碩士，1987年進入外交部，曾任駐波士頓臺北經濟文化辦事處秘書、駐聖克里斯多福及尼維斯大使館一等秘書、駐洛杉磯臺北經濟文化辦事處領務組長、外交部領事事務局簽證組長、駐亞特蘭大／駐舊金山臺北經濟文化辦事處副總領事銜副處長、外交部領事事務局副局長／代理局長、駐胡志明市台北經濟文化辦事處總領事銜處長等職務。

## 職業生涯
2007年1月，力霸企業集團創辦人王又曾夫婦因涉嫌經濟犯罪逃亡美國，遭到臺灣臺北地方檢察署發布通緝。2月，王又曾夫婦因為無合法旅行证件，被美国公民及移民服务局扣留在聖彼卓拘留中心（San Pedro Service Processing Center）。駐洛杉磯辦事處領務組長鍾文正偕同秘書廖朝宏前往拘留中心，援用《維也納外交關係公約》的相關規定探視王又曾，並攜帶其子王令麟的親筆信，但被王又曾拒絕會面。鍾文正表示「我想這原本是有設想到這種狀況，這是他的權利。」「現在可能是統一由外交部，來就這個案子再去做對外的發言。」
2016年5月，台灣有9個縣市可於戶政資訊系統中實施「同性伴侶註記」，外交部領事事務局副局長鍾文正表示，申請護照，基本上認同如此代理關係，也應該是可行的，主要是戶政事務所願意開立「書面證明」文件以供審閱，領事事務局都願意積極配合研議處理。
2016年10月，有民眾填寫領事事務局的問卷調查後，拿到一個仿冒的束口袋贈品，上面的Hello Kitty竟然多出嘴巴，甚至為了規避侵權將名稱改為Hello Ttkiy。該局副局長鍾文正表示「這家勞務採購案的公司他說他們因為在實際執行問卷調查的時候，為了吸引民眾填答問卷，都會在面談的時候提供受訪者贈品，但是事先他完全沒有告訴我們說這個贈品的內容、品名、項目是什麼樣子。」已經要求公司停發，未來對贈品發放管理會更注意。
2017年2月，領事事務局發現出國登錄系統有異常活動情形，發送給駐外館處的部分民眾登錄資料，有可能遭不明人士攔截，副局長鍾文正表示「电子邮件的主機沒有被駭入」且第一時間已重新設定密碼，「因此我們所經管的護照、簽證等其他更大量的個資都安全無虞。」
2017年8月，領事事務局副局長鍾文正表示，基於台日友好與平等互惠考量，放寬日籍旅客抵台所持護照效期不限於3個月，僅需長於旅客擬停留日期即可，且普通、公務與外交護照皆適用。對於外交部在4月宣布將試辦菲律賓旅客抵台免簽證待遇1年，但5月又宣布延後，鍾文正表示政府會在9月做出決定。也希望推動給予菲律賓免簽證待遇的同時，能給予台灣互惠措施，例如降低電子簽證申請費用或是免簽證待遇。
2017年12月，第2代中華民國晶片護照內頁底圖錯用美國機場圖片事件發生後，外交部先前已懲處前後任領事事務局長，2018年1月，在第2波的懲處名單中，包括督導護照業務的兩位副局長鍾文正（時任代理局長）與蔡幼文。